# Hermiona Granger
Hermiona Granger (rođena 19. rujna 1979.) je izmišljeni lik iz serije romana o Harryju Potteru britanske spisateljice J. K. Rowling.
Porijeklom je bezjakinja. Njezini su roditelji zubari. Harryja i Rona upoznala je u "Hogwarts Expressu" prvog dana tražeći Nevillovu izgubljenu žabu. U početku ni Harryju ni Ronu nije bila simpatična jer je svima zapovijedala i puno pametovala. No to se promijenilo nakon što su Ron i Harry spasili Hermionu od gorskog trola, a ona njih od kazne. Od toga dana oni su postali najbolji prijatelji.
Hermiona je najpametnija učenica na godini i uvijek ima spreman odgovor na profesorovo pitanje (i zato joj svi govore da je sveznalica). To njezino znanje često izvlači Rona i Harryja iz nevolja, bilo da se radilo o njihovim pustolovinama ili o školskim zadaćama. Hermiona uvijek za sve ima logično objašnjenje i zato neprestano "spušta na zemlju" Rona i Harryja kad se oni previše zanesu svojim nemogućim i gotovo apsurdnim idejama i teorijama. Također je poznata i kao stručnjak za ljubavne probleme pa joj se zato i Harry obraća kad ne razumije cure.
Ron i Hermiona neprestano se svađaju (uglavnom oko gluposti) i tako dovode do ludila sve oko sebe, a posebice Harryja. Trebalo im je milijun godina da shvate ono što su već svi znali - da se sviđaju jedno drugome. No Ron ne bi bio Ron da i to nije uprskao, ali ipak su u posljednje vrijeme stvari krenule nabolje.
Hermiona je osnovala Z.B.LJ.U.V.(Zajednica za boljitak ugnjetavanih vilenjaka), čime neprestano gnjavi sve oko sebe, a i od nje je potekla ideja o osnivanju Dumbledoreove Armije . Kad se tako uhvati nekog plana, ne odustaje lako, čak i ako pri tome krši školska pravila (čemu se inače strogo protivi). 
Slytherini se uvijek rugaju Hermioni što je bezjačkog porijekla, i nazivaju je raznim pogrdnim imenima, no i Ron i Harry uvijek je brane (i usput tako zarade još jednu kaznu), iako im Hermiona neprestano govori da ih ignoriraju. No uzalud.
Hermiona se kasnije pokazuje kao prava prijateljica. U 7. knjizi postaje vjeran suputnik Harryju u njegovoj potrazi za horkruksima koju mu je povjerio Dumbledore. Između nje i Rona frcaju sve jače i jače iskre, što ih naposljetku dovede i do braka. Imaju dvoje djece. Mala Rose sad kreće u prvi razred, dok će mali Hugo tek za dvije godine moći u Hogwarts, a društvo će mu pratiti Lily, Harryjeva i Ginnyna kćer.
U filmovima Hermionu glumi Emma Watson.

## Zanimljivosti
Njezin patronus ima oblik vidre.